# Марија Скути
Марија Скути (енгл. Maria Scutti; Алтино, Абруцо, Италија) август 1928 - 2005) била је италијанска параолимпијска атлетичарка која је освојила 15 медаља, од којих десет златних, на Летњим параолимпијским играма 1960. у Риму.
Надимак „златна жена“ (donna d'oro) захваљујући овим успесима, Марија Скути је спортисткиња која је освојила највећи број медаља на једном издању Параолимпијских игара (у четири различита спорта), и друга италијанска спортисткиња по укупном броју освојених медаља, иза Роберта Марсона (26 медаља на 4 издања).

## Биографија
Марија Скути је рођена у августу 1928. у Алтину, у покрајини Кјети, Абруцо, Италија. Удала се и постала мајка двоје деце, 1957. године, у 29. години живота, изгубила је ногу након саобраћајне несреће док је возила мотоцикл-комби. Током рехабилитације након хоспитализације у центру за параплегичаре у Остији, открила је страст према спорту и 1958. године почела је да се такмичи у многим дисциплинама.
Скути се такмичила на Летњим параолимпијским играма 1960. у својој домовини, Италији. Учествовала је у једанаест бацачких дисциплина у атлетици, победила је у девет од њих и била трећа у преостале две.  Освојила је златну медаљу у пливању на 50 метара. м прсно, као и сребро на 50 метара м леђно. Скути је такође освојила сребрне медаље и у мачевању у инвалидским колицима и у стоном тенису. Ова достигнућа значе да је Скути једна од најуспешнијих параолимпијаца на једним Играма.
Завршила је спортску каријеру 1962. године са буџетом од 22 златне медаље, 9 сребрних медаља и 2 бронзане медаље, Скути је преминула 2005. године у 77. години живота. 